# アリアケギバチ
アリアケギバチ（有明義蜂、Tachysurus aurantiacus）は、九州西部に固有のナマズ目ギギ科の魚。長らく近縁のギバチと同種とされてきたが、比較的近年に再記載され、別種とされた。

## 分布
日本固有種である。九州では全県に分布しており、真の九州固有種ともいえる。九州にはほかにギギTachysurus nudicepsも分布しており、同所的に分布することはない。ギギが遠賀川水系や周防灘流入河川といった瀬戸内地方と関わりの強い水系に分布しているのに対し、アリアケギバチはそれ以外の九州の主要な水系に分布している。具体的には、福岡県：博多湾流入河川（室見川では絶滅か）、有明海流入河川（筑後川水系、矢部川水系）、佐賀県：日本海流入河川（松浦川水系など）、有明海流入河川（嘉瀬川水系など）、長崎県：有明海流入河川、大村湾流入河川（佐世保市からは絶滅）、壱岐島（絶滅か）、大分県：筑後川水系、熊本県：筑後川水系、菊池川水系、緑川水系、球磨川水系（絶滅か）、鹿児島県：川内川水系、甲突川水系、大淀川水系、天降川水系？、宮崎県：大淀川水系などが産地として知られる。本種はシーボルトコレクションに基づいて記載され、タイプ標本は長崎近郊で得られたものと考えられている。

## 形態
口髭が4対あり、大きな脂鰭を持つ。尾鰭後縁の切れ込みは浅く、臀鰭軟条数は19 - 21本であることなどが特徴。成魚は25cmほどまで、稀に30cmまで成長する。幼魚期は、黒と白のマーブル模様が美しい。この模様は、成長するにつれて薄れるものの、ある程度残る。

## 生息環境
分布域では水質の良い河川上・中流域を中心として、周辺の水路やクリークなどにも生息する。ただし、現在ではクリークの環境悪化により本種が生息できるクリークは激減している。浮き石や石垣、水草・ヨシなど障害物の多い環境を好み、空き缶や空き瓶など、人工物も隠れ家として利用する。淀みになっているところの石の下やヨシの隙間などに多い。

## 生態
水質の良い河川の中流域に生息する。夜行性で、夜は活発に泳ぎ回るが、昼は岩の下や水草の間に潜み、あまり動かない。雑食性で、小魚や水生昆虫を主に食し、また、岩に付着した藻類なども食べる。

## 保全状態評価
- 準絶滅危惧（NT）（環境省レッドリスト）

近縁種のギバチと同様に、河川改修や水質汚濁などの影響を受けやすいため、個体数と生息地を減らしている。特に本種が好む浮き石や障害物、植生のあるような変化に富んだ中流部の河川環境が失われつつあることが原因として大きい。菊池川水系など一時期激減したのちに個体数が回復した水系もあるが、近年では後述するように同属のギギの侵入によって激減している水系も存在し、予断を許さない状況である。筑後川水系や川内川水系などでは近縁種のギギが侵入したことにより、競合によって激減している。筑後川水系ではギギ侵入以前には一度減少したアリアケギバチの個体数が回復傾向にあったとされるが、ギギの侵入が深刻化して以降本流・支流の多くの地点でギギとの置き換わりが急速なスピードで進み、現在では筑後川水系のアリアケギバチは極めて危機的な状況である。すでに球磨川水系においてはギギの侵入によってアリアケギバチが絶滅したとみられており、保全上極めて深刻な懸念となっている。